# Kaya Turski
Kaya Turski (Montréal, 3 maggio 1988) è un'ex sciatrice freestyle canadese, campionessa mondiale di slopestyle nel 2013.

## Biografia
Ha debuttato in Coppa del Mondo il 4 marzo 2012 a Mammoth Mountain, subito vincendo la gara.
In carriera ha partecipato a un'edizione dei Giochi olimpici invernali, Soči 2014 (19ª nello slopestyle), e a due dei Campionati mondiali, vincendo la medaglia d'argento a Park City 2011 e quella d'oro a Voss-Myrkdalen 2013.

## Palmarès

### Mondiali
- 2 medaglie:
  - 1 oro (slopestyle a Voss 2013)
  - 1 argento (slopestyle a Deer Valley 2011)

### Winter X Games
- 10 medaglie:
  - 8 ori (slopestyle ad Aspen 2010; slopestyle a Tignes 2010; slopestyle ad Aspen 2011; slopestyle a Tignes 2011; slopestyle ad Aspen 2012; slopestyle a Tignes 2012; slopestyle a Tignes 2013; slopestyle ad Aspen 2014)
  - 1 argento (slopestyle ad Aspen 2013)
  - 1 bronzo (slopestyle ad Aspen 2009)

### Coppa del Mondo
- Vincitrice della Coppa del Mondo di slopestyle nel 2012
- Miglior piazzamento in classifica generale: 47ª nel 2012
- 1 podio:
  - 1 vittoria

#### Coppa del Mondo - vittorie
| Data         | Luogo            | Paese       | Disciplina |
| ------------ | ---------------- | ----------- | ---------- |
| 4 marzo 2012 | Mammoth Mountain | Stati Uniti | SS         |

Legenda:

SS = Slopestyle